# Битка във Вишехрад
Битката във Вишехрад се състои от няколко сражения през годината между 1419 и 1420, които водят до пълното овладяване на Прага от Хуситите. Градът е под контрола им още след прогонването на германските студенти, но във Вишехрад все още има католически гарнизон, а в Храдчани вдоства кралица София. Контрареформаторските сили на кръстоносеца Сигизмунд Люксембургски обсаждат Прага, но са отблъснати. След това хуситският хетман Ян Жижка концентрира усилията на артилерията си върху Вишехрад и в крайна сметка овладява бохемската столица.